# ذئب بيرنغ
ذئب بيرنغ أو ذئب مضيق بيرنغ (الاسم العلمي: Canis lupus) هو نوع من الذئاب المنقرضة عاشت خلال العصر الجليدي. كانت تسكن في العصر الحديث ألاسكا ويوكون وشمال وايومنغ.  نجت بعض هذه الذئاب جيدًا في الهولوسين. الذئب بيرنغ هو هو نوع من الذئب الرمادي وقد تمت دراسته بشكل شامل باستخدام مجموعة من التقنيات العلمية، مما يوفر معلومات جديدة عن أنواع الفرائس وسلوك التغذية من الذئاب ما قبل التاريخ.  لقد تقرر أن هذه الذئاب متمايزة شكليا عن ذئاب أمريكا الشمالية الحديثة وقاعدتها وراثيا لمعظم الذئاب الحديثة والمنقرضة.  لم يتم تعيين الذئب بيرنغ تصنيف سلالات، وعلاقته مع الذئب الكهوف الأوروبي المنقرضة (Canis lupus spelaeus) غير واضح.

خريطة متحركة توضح مستويات سطح البحر في بيرينجيا بالأمتار منذ 21000 سنة حتى الآن. امتدت بيرينجيا مرة واحدة بحر تشوكشي وبحر بيرينغ، وانضمت إلى أوراسيا إلى أمريكا الشمالية.

كان ذئب بيرنغ مشابهًا في الحجم للذئب الألاسكي والذئب الحديث (Canis lupus pambasileus) والذئاب الرمادية في عصر البليستوسين المتأخر لكن كان أقوى وأكثر مع فكي وأسنان أقوى، حنك أوسع، وأسنان أكبر حجمي بالنسبة لحجم جمجمته.  بالمقارنة مع الذئب بيرنغ، كان الذئب الرهيب الذي يوجد في الجنوب (نفس الحجم) ولكنه أثقل وبجمجمة أقوى. سمح التكيّف الفريد لجمجمة الذئب بيرنغ بإنتاج قوى عض كبيرة نسبيًا، تتصارع مع فريسة كبيرة، وبالتالي جعل الافتراس على حيوانات العصر الجليدية ممكنًا.  كان الذئب بيرنغ يفترس في الغالب على البيسون السهوب، وأيضًا في ثيران مسك، والماموث، والغابات.
في نهاية العصر الجليدي، مع فقدان الظروف الباردة والجافة وانقراض الكثير من فريسته، انقرض الذئب البرينغ.  يعزى انقراض فرائسها إلى تأثير تغير المناخ، أو التنافس مع الأنواع الأخرى، بما في ذلك البشر، أو مزيج من كلا العاملين.  تم استبدال المجموعات الوراثية المحلية بأخرى من نفس النوع أو من نفس الجنس.  من ذئاب أمريكا الشمالية، نجا فقط سلف الذئب الرمادي الأمريكي الشمالي الحديث.  تم العثور على بقايا الذئاب القديمة مع جماجم مماثلة وأسنان في غرب بيرينجيا (شمال شرق سيبيريا).  في عام 2016، أظهرت دراسة أن بعض الذئاب التي تعيش الآن في زوايا بعيدة من الصين ومنغوليا تشترك مع سلف أم مشترك مع عينة ذئب شرق برينجيا يبلغ عمرها 28000 عام.

## الوصف

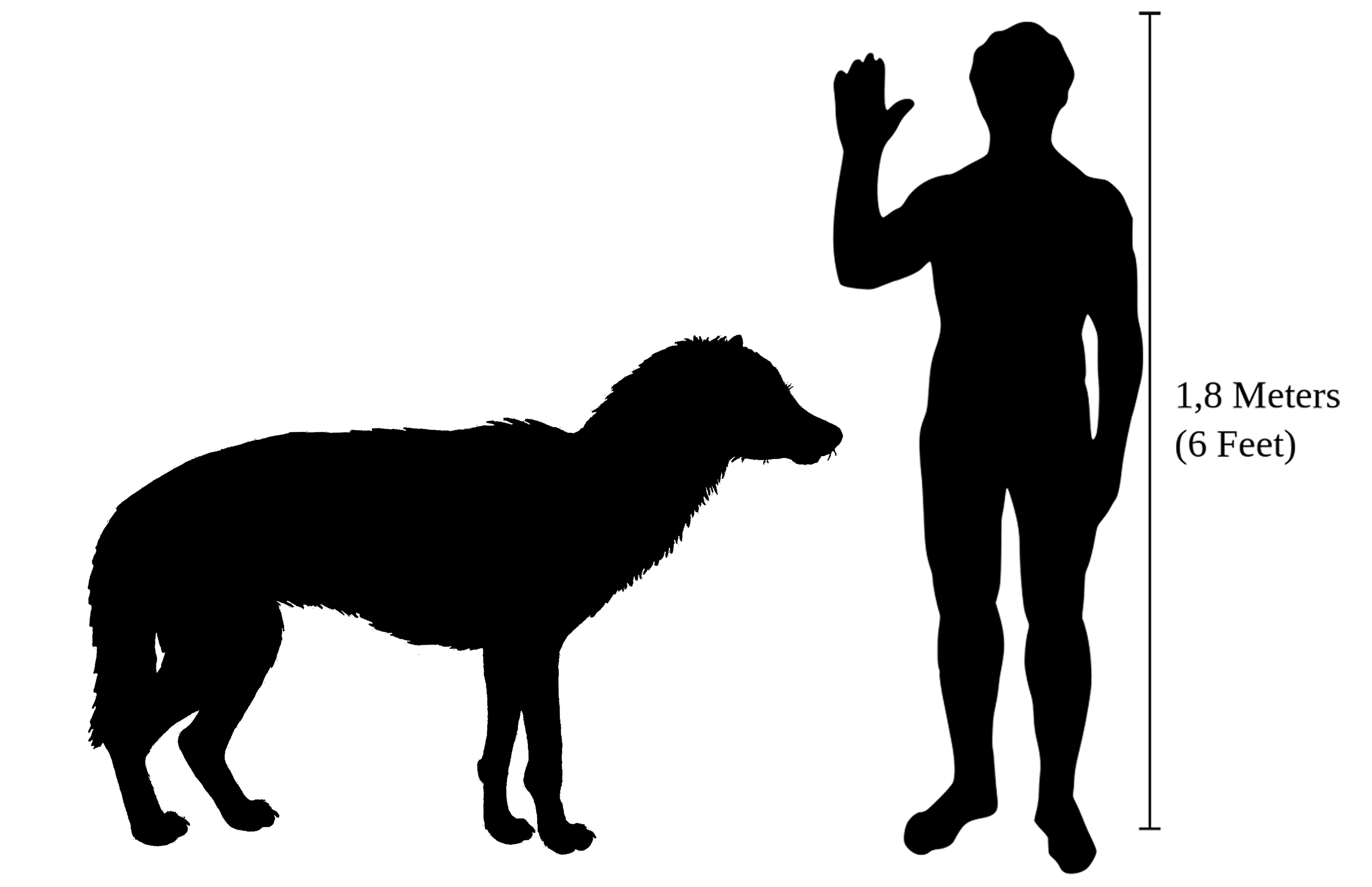
حجم الذئب بيرنغ مقارنة مع الإنسان

كان ذئب بيرنغ مماثلًا في الحجم للذئب الألاسكي ( C. l. pambasileus ). أكبر ذئاب شمالية اليوم لا يزيد طول كتفها عن 97 سـم (38 بوصة) ويبلغ طول الجسم لا يتجاوز 180 سـم (71 بوصة). متوسط وزن ذئب يوكون هو 43 كـغ (95 رطل) للذكور و 37 كـغ (82 رطل) للإناث. يمكن أن تختلف الأوزان الفردية لذئاب يوكون من 21 كـغ (46 رطل) إلى 55 كـغ (121 رطل)، مع يوكون واحدة ذئب يزن 79.4 كـغ (175 رطل). كانت ذئاب بيرنغ مماثلة أيضًا في الحجم لذئاب بليستوسين المتأخرة التي عثر على بقاياها في لابريتار في لوس أنجلوس، كاليفورنيا. لم تكن هذه الذئاب، التي يشار إليها باسم Rancho La ذئاب الرمادية ( Canis lupus ) مختلفة من الناحية الجسدية الذئاب الرمادية، الاختلافات الوحيدة هي عظم عظمة الفخذ الأطول والإدراج لـ عضلات الفخذ و عضلات الفخذ مما يشير إلى أن لديه عضلات ساق أقوى نسبيًا للهجوم السريع قبل المطاردة. كان ذئب بيرنغ أكثر قوة، وكان يمتلك فك وأسنان أقوى من الذئاب الحديثة. خلال العصر البليستوسين المتأخر، كان للمناطق الجنوبية ذئاب نفس الشكل والنسب مثل ذئب يوكون، تشير التقديرات إلى أن نوع سلالة ذئب الرهيب (C.dirus guildayi) قد بلغ متوسط وزنه 60 كـغ (130 رطل)، والنوع الفرعي (C.dirus dirus) في المتوسط 68 كـغ (150 رطل)، مع كون بعض العينات أكبر. كان الذئب الرهيب أثقل من الذئب بيرنغ وتمتلك جمجمة وعظام أقوى